# FBN Holdings
FBN Holdings plc ist ein nigerianisches Finanzdienstleistungsunternehmen, das seinen Sitz in Lagos hat. In diesem Bereich ist es in acht afrikanischen Ländern tätig und hat Niederlassungen in London, Paris und Peking. Das Kerngeschäft der Gruppe ist die Erbringung von Finanzdienstleistungen für Privatpersonen, Firmenkunden und öffentliche Institutionen. Weitere Kerngeschäfte sind Merchant Banking, Treuhandverwaltung und Versicherungsmaklerdienste.
Der Bereich Merchant Banking and Asset Management ist das Investment-Bank der Gesellschaft, das Beratungs-, Vermögensverwaltungs-, Markt- und Private-Equity-Dienstleistungen für einen großen institutionellen Kundenkreis anbietet. Die dafür zuständigen Gesellschaften sind: FBN Quest Merchant Bank, FBN Quest Asset Management, FBN Quest Securities, FBN Quest Capital, FBN Quest Funds, FBN Quest Trustees.
Der Bereich Versicherungsvermittlung wird über die Tochterfirma FBN Insurance Brokers Limited geleistet.
Das Unternehmen ist an der Nigerian Stock Exchange gelistet und Teil des gleichnamigen Indexes NSE.

## Geschichte
Die Geschichte der Bank geht zurück bis ins Jahr 1894. Der Vorläufer der Bank war die Bank of British West Africa. Diese diente ursprünglich den britischen Schifffahrts- und Handelsagenturen in Nigeria. Sie vergab nur wenig Kredite an indigene Nigerianer, die nur wenig Sicherheiten für Kredite zu bieten hatten.
1957 änderte die Bank of British West Africa ihren Namen in Bank of West Africa. Nach der Unabhängigkeit Nigerias im Jahr 1960 begann die Bank, mehr Kredite an indigene Nigerianer zu vergeben.
1965 erwarb die Standard Bank die Bank of West Africa und änderte den Namen nach der Übernahme in Standard Bank of West Africa. 1969 integrierte die Standard Bank of West Africa ihre nigerianischen Aktivitäten unter dem Namen Standard Bank of Nigeria. 1971 begab sich die Standard Bank of Nigeria an die nigerianische Börse und platzierte 13 % ihres Aktienkapitals bei nigerianischen Investoren. Später änderte die Bank ihren Namen in First Bank of Nigeria.
1982 eröffnete die First Bank eine Filiale in London, die sie 2002 in die Tochtergesellschaft FBN Bank (UK) umwandelte. 2004 wurde eine Repräsentanz in Johannesburg, Südafrika, eröffnet.

## Aktionärsstruktur
| Aktionär                             | Anteil am Grundkapital |
| ------------------------------------ | ---------------------- |
| einheimische institutionelle Anleger | 041,25 %               |
| ausländische institutionelle Anleger | 05,60 %                |
| regierungsnahe Holdinggesellschaften | 00,48 %                |
| Streubesitz                          | 052,57 %               |